# Ammavaru

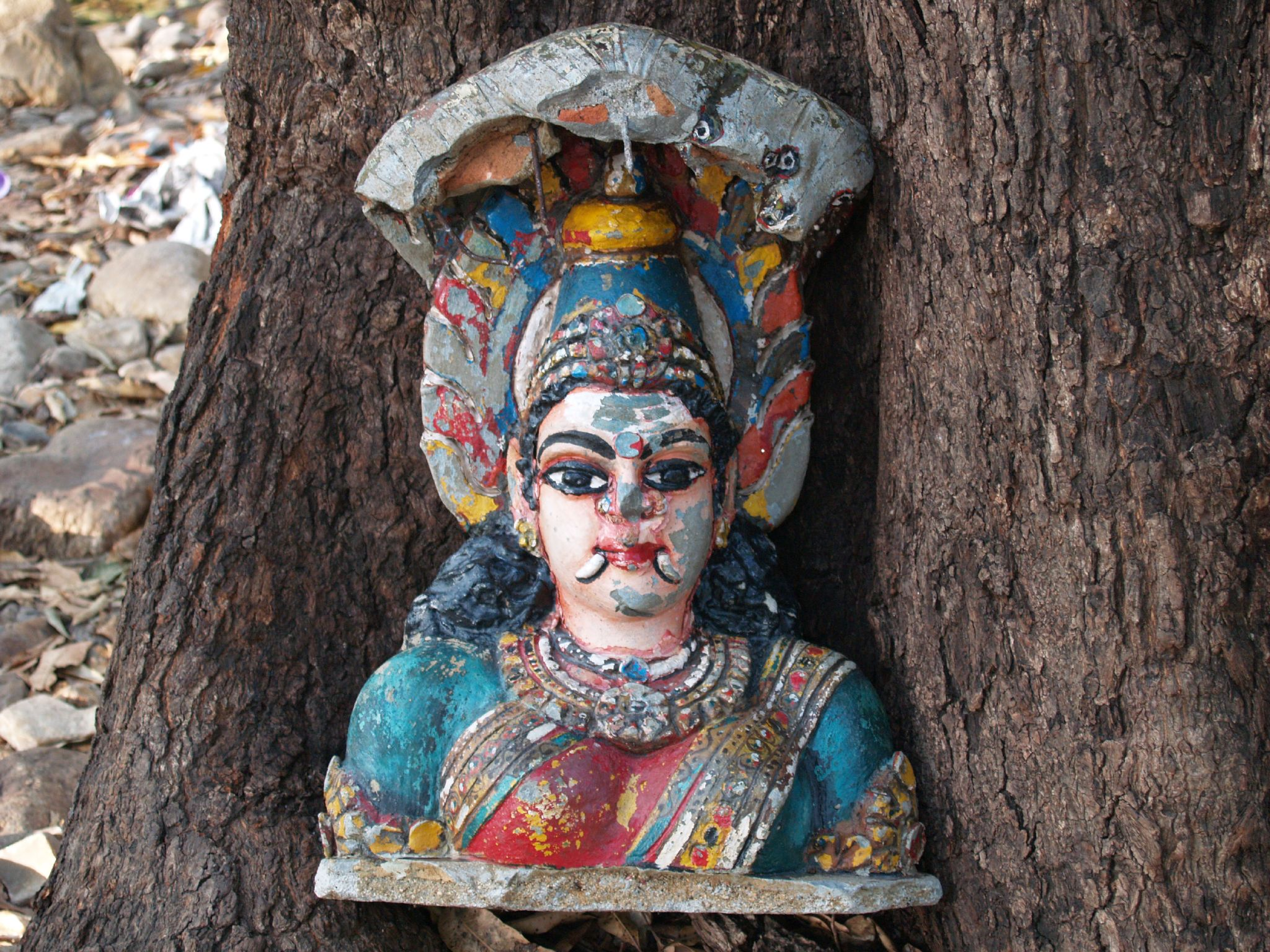
Escultura de Ammavaru

Ammavaru (Kannada ಅಮ್ಮಾವರು), de acuerdo con una creencia hindú, es una antigua diosa (Deví), que de acuerdo a unos de los mitos de la cosmología hinduista, es una deidad primordial que existió antes del comienzo de los tiempos y puso el huevo cósmico del cual surgió Prayápati; que sería posteriormente asociado con Brahma y luego con la Tri-murti ('tres formas'), la tríada conformada por Brahmā (dios creador), Vishnú (dios preservador) y Shivá (dios destructor). 
La palabra "Amma" significa madre. Sería una diosa madre y deidad "equivalente" a la personificación de Prakriti, como la energía física y en la materia que daría origen al mundo.
Un famoso lugar de culto para Ammavaru es el Templo Sri Kshethra Dharmasthala Manjunatha Swamy, ubicado en Dharmasthala en Dakshina Kannada, Karnataka, India. Se le adora junto con la forma de Shiva y el Jain Tirthankara, Candraprabha. 
Anualmente, las mujeres del sur de India que tiene como deidad a la diosa Ammavaru realizan un ritual a esta deidad. Una pieza de metal llenado con arroz es utilizado para simbolizar el cuerpo de la diosa. El pote es vestido con un tradicional sari. En la boca del pote, un coco pintado es utilizado para simbolizar su cabeza. A veces se utilizan otros instrumentos diferentes para simbolizar sus ojos, ojas s y nariz.